# Coppa del mondo di ciclismo su strada 2000
La Coppa del mondo di ciclismo su strada 2000 fu la dodicesima edizione della competizione internazionale della Unione Ciclistica Internazionale. Composta da dieci eventi, si tenne tra il 18 marzo ed il 21 ottobre 2000. Venne vinta dal tedesco del Team Deutsche Telekom Erik Zabel.

## Calendario
| Data       | Evento                           | Vincitore          | Squadra               | Leader della Cl. mondiale |
| ---------- | -------------------------------- | ------------------ | --------------------- | ------------------------- |
| 18 marzo   | Milano-Sanremo (2000)            | Erik Zabel         | Team Deutsche Telekom | Erik Zabel                |
| 2 aprile   | Giro delle Fiandre (2000)        | Andrei Tchmil      | Lotto-Adecco          | Erik Zabel                |
| 9 aprile   | Paris-Roubaix (2000)             | Johan Museeuw      | Mapei-Quick Step      | Erik Zabel                |
| 16 aprile  | Liegi-Bastogne-Liegi (2000)      | Paolo Bettini      | Mapei-Quick Step      | Erik Zabel                |
| 22 aprile  | Amstel Gold Race (2000)          | Erik Zabel         | Team Deutsche Telekom | Erik Zabel                |
| 6 agosto   | HEW Cyclassics (2000)            | Gabriele Missaglia | Lampre-Daikin         | Erik Zabel                |
| 12 agosto  | Classica di San Sebastián (2000) | Erik Dekker        | Rabobank              | Erik Zabel                |
| 20 agosto  | Meisterschaft von Zürich (2000)  | Laurent Dufaux     | Saeco-Valli&Valli     | Erik Zabel                |
| 8 ottobre  | Paris-Tours (2000)               | Andrea Tafi        | Mapei-Quick Step      | Erik Zabel                |
| 21 ottobre | Giro di Lombardia (2000)         | Raimondas Rumšas   | Fassa Bortolo         | Erik Zabel                |

## Classifiche
| Pos. | Corridore            | Squadra     | Punti |
| ---- | -------------------- | ----------- | ----- |
| 1    | Erik Zabel           | D. Telekom  | 347   |
| 2    | Andrei Tchmil        | Lotto       | 285   |
| 3    | Francesco Casagrande | Caldirola   | 230   |
| 4    | Paolo Bettini        | Mapei       | 217   |
| 5    | Romāns Vainšteins    | Caldirola   | 204   |
| 6    | Óscar Freire         | Mapei       | 164   |
| 7    | Davide Rebellin      | Liquigas    | 164   |
| 8    | Fabio Baldato        | Fassa B.    | 145   |
| 9    | Zbigniew Spruch      | Lampre      | 144   |
| 10   | Peter Van Petegem    | Farm Frites | 135   |

| Pos. | Squadra                 | Punti |
| ---- | ----------------------- | ----- |
| 1    | Mapei-Quick Step        | 96    |
| 2    | Rabobank                | 71    |
| 3    | Fassa Bortolo           | 60    |
| 4    | Lampre-Daikin           | 58    |
| 5    | Vini Caldirola-Sidermec | 44    |
| 6    | Team Deutsche Telekom   | 36    |
| 7    | Lotto-Adecco            | 33    |
| 8    | Farm Frites             | 22    |
| 9    | Liquigas-Pata           | 19    |
| 10   | Française des Jeux      | 18    |